# Chone (fiume)
Il fiume Chone, assieme al fiume Portoviejo, è tra i più importanti dell'Ecuador. Sfocia nell'Oceano Pacifico passando per la provincia di Manabí.
Il fiume è sbarrato dalla diga Esperanza (Represa de Esperanza) realizzata nel 1985. La diga non ha funzioni di bacino idroelettrico, ma serve soltanto all'irrigazione e per regolare il flusso.